# Mawdud
Mawdud ibn Altuntash (anche Maudud o Sharaf al-Dawla Mawdûd; ... – Damasco, 2 ottobre 1113) fu un condottiero dei turchi selgiuchidi che governò sulla città di Mosul in qualità di atabeg (governatore, letteralmente "tutore" in Lingua turca) dal 1109 al 1113. Organizzò e condusse diverse spedizioni contro gli Stati crociati, nel tentativo di distruggerli, senza mai raggiungere il suo obiettivo. Morì assassinato a Damasco per mano dei Nizariti mentre era ospite dell'atabeg Toghtigin.